# Anadara ovalis
Anadara ovalis är en musselart som först beskrevs av Bruguiere 1789.  Anadara ovalis ingår i släktet Anadara och familjen Arcidae. Inga underarter finns listade i Catalogue of Life.